# Estomodeu
L'estomodeu, a l'embrió, és una invaginació de l'ectoderma situada a l'intestí anterior que donarà origen a la boca, constituint la cavitat bucal primitiva de l'embrió somític.
Comprèn la cavitat bucal com a tal i la cavitat nasal, perquè en aquest període entre ambdues no hi ha cap separació. Posteriorment aquestes cavitats queden limitades pel paladar.
L'estomodeu queda limitat cefàlicament pel procés fronto-nasal, en la seva porció cabal pel procés mandibular i lateralment pels processos maxil·lars. Es troba separat de la faringe per una membrana composta d'ectoderma i endoderma anomenada membrana bucofaríngea que desapareix completament al voltant del dia 24 de vida intrauterina, ja que no té mesoderma.
Els embrions somítics corresponen a embrions de diferents espècies de vertebrats que presenten moltes característiques comunes en determinat període primerenc del desenvolupament.